# Hanus (SIMC 0764826)
Hanus – osada leśna w Polsce położona w województwie podlaskim, w powiecie augustowskim, w gminie Płaska.
Położona jest na obszarze Puszczy Augustowskiej.
Hanus o identyfikatorze SIMC 0764826 jest jedną z dwóch osad leśnych o tej samej nazwie na terenie tej gminy. Drugą z nich jest Hanus o identyfikatorze SIMC 0764832.
Osada leśna jest częścią sołectwa Mikaszówka.
W latach 1975–1998 miejscowość należała administracyjnie do województwa suwalskiego.